# 火焰式

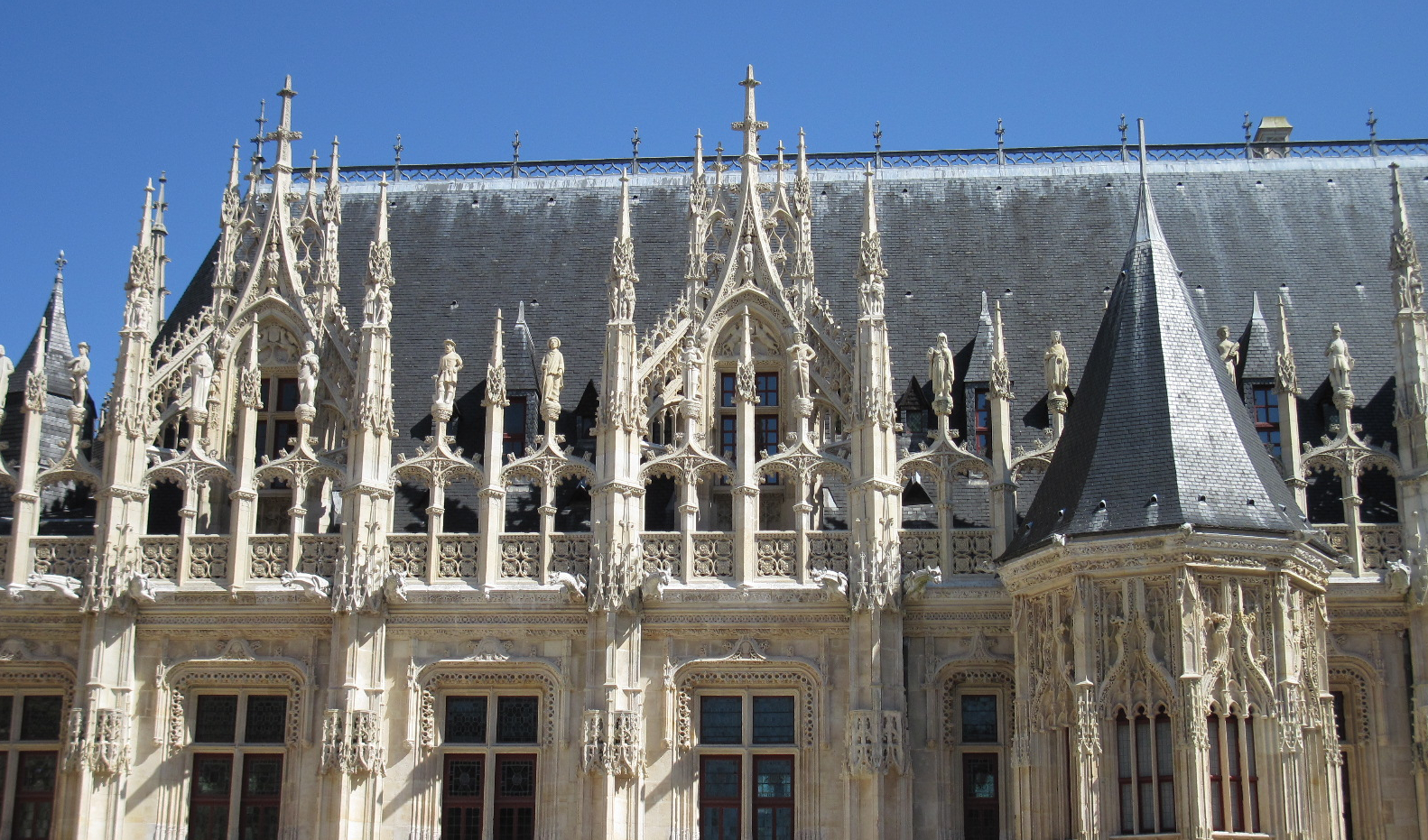
鲁昂司法宫

火焰式（法語：Flamboyant）是一种晚期哥特式建筑的华丽风格，1350年左右开始在法国兴起，最终于16世纪初被文艺复兴建筑所取代。这一术语最初由厄斯塔什-亚森特·朗格卢瓦提出。
火焰式建筑主要盛行于法国，15世纪时曾流传至西班牙、葡萄牙等地。这一风格由辐射式与英国盛饰式哥特建筑演化而来，尤以火焰式曲线花饰窗格为主要特征，并因而得名。与同一时期的英国垂直式与德国晚期哥特式（Sondergotik）建筑相对应。
诺曼底地区的火焰式建筑尤为丰富，如诺曼底首府鲁昂的圣旺教堂、圣马克卢教堂、鲁昂司法宫等都是火焰式建筑的代表作品。